# 4961 Timherder
A 4961 Timherder (ideiglenes jelöléssel 1958 TH1) a Naprendszer kisbolygóövében található aszteroida. A Lowell Csillagvizsgálóban fedezték fel 1958. október 8-án.